# 4a etapa del Tour de França de 2016
La 4a etapa del Tour de França de 2016 es disputà el dimarts 5 de juliol de 2016 sobre un recorregut de 237,5 km, amb sortida a Saumur i arribada a Llemotges.
El vencedor de l'etapa fou l'alemany Marcel Kittel (Etixx-Quick Step), que s'imposà en un ajustat esprint al francès Bryan Coquard (Direct Énergie).

## Recorregut
Etapa més llarga de la present edició del Tour, sempre cap al sud-est, per anar apropant-se al Massís Central. L'etapa sols compta amb una petita cota de quarta categoria al km 182, que obre les portes a un petit tram amb tendència ascendent que culmina al quilòmetre 210. Els darrers quilòmetres són en lleugera baixada, tot i que la línia d'arribada és en pujada.

## Desenvolupament de l'etapa
Andreas Schillinger (Bora-Argon 18) i Markel Irizar (Trek-Segafredo) foren els primers en intentar l'escapada al km 18. Poc després se'ls uniren Alexis Gougeard (AG2R La Mondiale) i Oliver Naesen (IAM Cycling) i aconseguiren un màxim avantatge de 6 minuts sobre un gran grup controlat pels equips dels esprintadors. A 20 quilòmetres per a la meta sols quedaven 3 escapats al capdavant, ja que Gougeard havia perdut contacte amb ells, i sols disposaven de 30 segons sobre el gran grup. Naesen i Irizar foren neutralitzats a manca de 7 quilòmetres i la victòria es va decidir a l'esprint. Marcel Kittel (Etixx-Quick Step) en fou el vencedor en un ajustat esprint sobre el francès Bryan Coquard (Direct Énergie), que acabà decidint la foto-finish. Peter Sagan (Team Tinkoff) manté el liderat.

## Resultats

### Classificació de l'etapa
| \| Classificació de l'etapa \| Classificació de l'etapa \| Classificació de l'etapa \| Classificació de l'etapa \| Classificació de l'etapa \| \| Corredor \| Corredor \| Equip \| Temps \| \| \| ------------------------ \| ------------------------ \| ------------------------ \| ------------------------ \| ------------------------ \| \| 1r \| Marcel Kittel \| Etixx-Quick Step \| 5h 28' 30" \| \| \| 2n \| Bryan Coquard \| Direct Énergie \| + 0" \| \| \| 3r \| Peter Sagan \| Tinkoff \| + 0" \| \| \| 4t \| Dylan Groenewegen \| LottoNL-Jumbo \| + 0" \| \| \| 5è \| Alexander Kristoff \| Katusha \| + 0" \| \| \| 6è \| Sondre Holst Enger \| IAM Cycling \| + 0" \| \| \| 7è \| Daniel McLay \| Fortuneo-Vital Concept \| + 0" \| \| \| 8è \| Mark Cavendish \| Dimension Data \| + 0" \| \| \| 9è \| Samuel Dumoulin \| AG2R La Mondiale \| + 0" \| \| \| 10è \| Simon Gerrans \| Orica-BikeExchange \| + 0" \| \| |                    |                        |            |
| |                    |                        |            |
| Font: ProCyclingStats |                    |                        |            |
| Classificació de l'etapa |                    |                        |            |
| Corredor | Corredor           | Equip                  | Temps      |
| 1r | Marcel Kittel      | Etixx-Quick Step       | 5h 28' 30" |
| 2n | Bryan Coquard      | Direct Énergie         | + 0"       |
| 3r | Peter Sagan        | Tinkoff                | + 0"       |
| 4t | Dylan Groenewegen  | LottoNL-Jumbo          | + 0"       |
| 5è | Alexander Kristoff | Katusha                | + 0"       |
| 6è | Sondre Holst Enger | IAM Cycling            | + 0"       |
| 7è | Daniel McLay       | Fortuneo-Vital Concept | + 0"       |
| 8è | Mark Cavendish     | Dimension Data         | + 0"       |
| 9è | Samuel Dumoulin    | AG2R La Mondiale       | + 0"       |
| 10è | Simon Gerrans      | Orica-BikeExchange     | + 0"       |

### Punts atribuïts
| Esprint intermedi Le Dorat (km 170) |                           |                    |        |
| 1r                                  | Andreas Schillinger (GER) | Bora-Argon 18      | 20 pts |
| 2n                                  | Oliver Naesen (BEL)       | IAM Cycling        | 17 pts |
| 3r                                  | Markel Irizar (ESP)       | Trek-Segafredo     | 15 pts |
| 4t                                  | Alexis Gougeard (FRA)     | AG2R La Mondiale   | 13 pts |
| 5è                                  | Peter Sagan (SVK)         | Team Tinkoff       | 11 pts |
| 6è                                  | Marcel Kittel (GER)       | Etixx-Quick Step   | 10 pts |
| 7è                                  | Mark Cavendish (GBR)      | Dimension Data     | 9 pts  |
| 8è                                  | André Greipel (GER)       | Lotto Soudal       | 8 pts  |
| 9è                                  | Edward Theuns (BEL)       | Trek-Segafredo     | 7 pts  |
| 10è                                 | Fabio Sabatini (ITA)      | Etixx-Quick Step   | 6 pts  |
| 11è                                 | Maximiliano Richeze (ARG) | Etixx-Quick Step   | 5 pts  |
| 12è                                 | Thomas De Gendt (BEL)     | Lotto Soudal       | 4 pts  |
| 13è                                 | Tony Martin (GER)         | Etixx-Quick Step   | 3 pts  |
| 14è                                 | Michael Matthews (AUS)    | Orica-BikeExchange | 2 pts  |
| 15è                                 | Bryan Coquard (FRA)       | Direct Énergie     | 1 pt   |

| Esprint final Llemotges (km 237,5) |                          |                        |        |
| 1r                                 | Marcel Kittel (GER)      | Etixx-Quick Step       | 50 pts |
| 2n                                 | Bryan Coquard (FRA)      | Direct Énergie         | 30 pts |
| 3r                                 | Peter Sagan (SVK)        | Team Tinkoff           | 20 pts |
| 4t                                 | Dylan Groenewegen (NED)  | Team LottoNL-Jumbo     | 18 pts |
| 5è                                 | Alexander Kristoff (NOR) | Team Katusha           | 16 pts |
| 6è                                 | Sondre Holst Enger (NOR) | IAM Cycling            | 14 pts |
| 7è                                 | Daniel McLay (GBR)       | Fortuneo-Vital Concept | 12 pts |
| 8è                                 | Mark Cavendish (GBR)     | Dimension Data         | 10 pts |
| 9è                                 | Samuel Dumoulin (FRA)    | AG2R La Mondiale       | 8 pts  |
| 10è                                | Simon Gerrans (AUS)      | Orica-BikeExchange     | 7 pts  |
| 11è                                | Edward Theuns (BEL)      | Trek-Segafredo         | 6 pts  |
| 12è                                | Sep Vanmarcke (BEL)      | Team LottoNL-Jumbo     | 5 pts  |
| 13è                                | Lawson Craddock (USA)    | Cannondale-Drapac      | 4 pts  |
| 14è                                | Michael Matthews (AUS)   | Orica-BikeExchange     | 3 pts  |
| 15è                                | Julian Alaphilippe (FRA) | Etixx-Quick Step       | 2 pt   |

### Colls i cotes
| Cota de la Maison Neuve. 283m. 4a categoria (km 182) (1,2 km al 5,6%) |                     |                |      |
| 1r                                                                    | Markel Irizar (ESP) | Trek-Segafredo | 1 pt |

## Classificacions a la fi de l'etapa

### Classificació general
| \| Classificació general \| Classificació general \| Classificació general \| Classificació general \| Classificació general \| \| Corredor \| Corredor \| Equip \| Temps \| \| \| --------------------- \| --------------------------- \| --------------------- \| --------------------- \| --------------------- \| \| 1r \| Peter Sagan \| Tinkoff \| 20h 03' 02" \| \| \| 2n \| Julian Alaphilippe \| Etixx-Quick Step \| + 12" \| \| \| 3r \| Alejandro Valverde Belmonte \| Movistar Team \| + 14" \| \| \| 4t \| Warren Barguil \| Giant-Alpecin \| + 18" \| \| \| 5è \| Christopher Froome \| Team Sky \| + 18" \| \| \| 6è \| Roman Kreuziger \| Tinkoff \| + 18" \| \| \| 7è \| Nairo Quintana Rojas \| Movistar Team \| + 18" \| \| \| 8è \| Fabio Aru \| Astana \| + 18" \| \| \| 9è \| Michael Matthews \| Orica-BikeExchange \| + 18" \| \| \| 10è \| Pierre Rolland \| Cannondale-Drapac \| + 18" \| \| |                             |                    |             |
| |                             |                    |             |
| Font: ProCyclingStats |                             |                    |             |
| Classificació general |                             |                    |             |
| Corredor | Corredor                    | Equip              | Temps       |
| 1r | Peter Sagan                 | Tinkoff            | 20h 03' 02" |
| 2n | Julian Alaphilippe          | Etixx-Quick Step   | + 12"       |
| 3r | Alejandro Valverde Belmonte | Movistar Team      | + 14"       |
| 4t | Warren Barguil              | Giant-Alpecin      | + 18"       |
| 5è | Christopher Froome          | Team Sky           | + 18"       |
| 6è | Roman Kreuziger             | Tinkoff            | + 18"       |
| 7è | Nairo Quintana Rojas        | Movistar Team      | + 18"       |
| 8è | Fabio Aru                   | Astana             | + 18"       |
| 9è | Michael Matthews            | Orica-BikeExchange | + 18"       |
| 10è | Pierre Rolland              | Cannondale-Drapac  | + 18"       |

### Classificació per punts
|   | Ciclista             | Equip          | Punts |
| - | -------------------- | -------------- | ----- |
| 1 | Peter Sagan (SVK)    | Team Tinkoff   | 147   |
| 2 | Mark Cavendish (GBR) | Dimension Data | 142   |
| 3 | Marcel Kittel (GER)  | Lotto Soudal   | 137   |

### Classificació de la muntanya
|   | Ciclista             | Equip          | Punts |
| - | -------------------- | -------------- | ----- |
| 1 | Jasper Stuyven (BEL) | Trek-Segafredo | 4     |
| 2 | Paul Voss (GER)      | Bora-Argon 18  | 2     |
| 3 | Markel Irizar (ESP)  | Trek-Segafredo | 1     |

### Classificació del millor jove
|   | Ciclista                 | Equip              | Temps       |
| - | ------------------------ | ------------------ | ----------- |
| 1 | Julian Alaphilippe (BEL) | Etixx-Quick Step   | 20h 03' 14" |
| 2 | Warren Barguil (FRA)     | Team Giant-Alpecin | + 6"        |
| 3 | Wilco Kelderman (NED)    | Team LottoNL-Jumbo | + 6"        |

### Classificació per equips
|    | Equip              | Temps       |
| -- | ------------------ | ----------- |
| 1r | Orica-BikeExchange | 60h 10' 00" |
| 2n | Team Sky           | m.t.        |
| 3r | Movistar Team      | + 21"       |

## Abandonaments
No es produeix cap abandonament durant l'etapa.